# Enrico Bombieri
Enrico Bombieri (sinh ngày 26 tháng 11 năm 1940 tại Milan) là một nhà toán học người Ý, nổi tiếng với công trình nghiên cứu lý thuyết số giải tích, hình học Diophantine, giải tích phức và lý thuyết nhóm. Bombieri hiện là Giáo sư Danh dự của Trường Toán học tại Viện Nghiên cứu Cao cấp ở Princeton, New Jersey. Bombieri đã giành được Huy chương Fields năm 1974 vì những đóng góp của ông cho phương pháp sàn lớn, khái niệm được Linnick đưa ra năm 1941, và ứng dụng của nó vào phân phối của các số nguyên tố.

## Sự nghiệp
Năm 1957, Bombieri xuất bản bài báo toán học đầu tiên của mình khi ông chỉ mới 16 tuổi.
Năm 1963, ở tuổi 22, ông lấy bằng cử về toán tại Đại học Milano dưới hướng dẫn của Giovanni Ricci và sau đó theo học tại Trường Trinity, Cambridge với Harold Davenport.
Bombieri là trợ lý giáo sư (1963–1965) và sau đó là giáo sư chính thức (1965–1966) tại Đại học Cagliari, tại Đại học Pisa năm 1966–1974, và sau đó tại Scuola Normale Superiore di Pisa vào năm 1974–1977.
Từ Pisa, ông di cư đến Hoa Kỳ vào năm 1977, nơi ông trở thành giáo sư tại Trường Toán học tại Viện Nghiên cứu Cao cấp, Princeton, New Jersey.
Năm 2011, ông trở thành giáo sư danh dự.